# What Price Paradise
What Price Paradise è il quarto album del gruppo inglese China Crisis, pubblicato dalla Virgin Records nel 1986.

## Tracce
Lato A
1. It's Everything – 5:09
2. Arizona Sky – 5:24
3. Safe as Houses – 4:26
4. Worlds Apart (Daly, Johnson, Lundon, McNeill, Wilkinson, Kevin Kelly) – 3:35
5. Hampton Beach – 4:47

Lato B
1. The Understudy – 5:45
2. Best Kept Secret – 4:08
3. We Do the Same – 4:21
4. June Bride – 3:50
5. A Day's Work for the Dayo's Done – 4:17
6. Trading in Gold – 4:27 *

* = Bonus track versione CD